# Gaspar Gil Polo
Gaspar Gil Polo (Valencia, España, c.1540 -  Barcelona, España, c.1584) fue un escritor y jurista español. Notario y primer coadjutor de maestre racional del Reino de Valencia, nombrado por Felipe II el 28 de agosto de 1572. Poeta cuya calidad literaria le llevó a ser admirado e incluso imitado por Miguel de Cervantes Saavedra. Fue inventor de lo que él llamaba "rima provenzal".

## Biografía
La Real Academia de la Historia tiene una semblanza de la vida del Gaspar Gil Polo.
"Nació en Valencia en el seno de una familia acomodada e inclinada al ejercicio del Derecho. Ejerció como notario en la capital del Turia. El rey Felipe II depositó gran confianza en él cuando le nombró, en octubre de 1581, comisario para la "cabrevación" (revisión de los derechos de cobro anual del rey por el "censo enfitéutico" de sus propiedades a quienes las trabajaban, estas cuentas se anotaban en libros llamados "capbreu", cabreo) de los bienes reales en Cataluña, redactando Gil Polo "Les mulasses o Libre d'alienacions", en colaboración con Ferrán Maymó y Jeroni Manegat. Hacia 1584 su salud empeoró, demorando la conclusión de sus trabajos. Se desconoce la fecha exacta de su muerte, pero en documento escrito el 18 de enero de 1585 por el maestro racional de Valencia, se le da ya por muerto. El monarca todavía le dio un testimonio de su afecto al conceder una pensión a su mujer y una ayuda a su primogénito Julián." Es extraño que un personaje tan importante y apreciado por el monarca no se supiera de qué, ni cuándo murió (tenía unos 44 años). Se puede sospechar/aventurar que descubriera algo comprometedor y fuera víctima de un complot. 
Cerdá y Rico ha apuntado que puede tratarse del catedrático del mismo nombre inscrito en la Universidad de Valencia entre 1565 y 1574. Se basa en los elogios, en el "Canto del Turia" de la Diana enamorada a ingenios valencianos, contemporáneos algunos de ellos, catedráticos de la Universidad valenciana. También se le ha atribuido el cargo de notario (1571-1573) y el de primer coadjutor.

## Su obra
Su principal obra es Diana enamorada (1564), digna sucesora y continuación de la obra Diana del portugués Jorge de Montemayor. Fue muy pronto traducida al inglés, al francés, al alemán e incluso al latín. La versión inglesa, de Bartholomew Young, apareció en 1598. Miguel Ángel Tejeiro Fuentes indica que "La novela del valenciano destaca por dos aspectos fundamentales. De una parte, conviene resaltar su innegable hibridismo literario, combinando el modelo pastoril con las aventuras bizantinas (en este caso las de Marcelio y Alcida, en la línea de las de Timbrio y Nísida en la Galatea cervantina) y el poema laudatorio (Canto de Turia), repertorio de los poetas de su tierra, práctica que Cervantes imitará años después en el Canto de Calíope de su citada Galatea, novela también pastoril en la que, además, le dedica a Gaspar Gil una octava encomiástica. De otra parte, su afán moralizador le separa de la ficción más idealista y caballeresca de su modelo. La sabia Felicia se convierte en una suerte de sacerdotisa que impone unos valores espirituales a la trama amorosa del relato, amonestando a los enamorados por su comportamiento. El elixir mágico en forma de agua encantada ha sido sustituido por el sermón adoctrinador. De los tiempos de la caballería y el erasmismo pasamos a los del contrarreformismo aleccionador. Por todo ello, y por la gran variedad y calidad de sus estrofas y versos, la "Diana enamorada" es una digna sucesora de la versión portuguesa imaginada por Montemayor". (Real Academia de la Historia)  
Su prosa y poesía son extremadamente cultas, aunque abundan en valencianismos. Fue inventor de la que él llama rima provenzal y su poesía se distingue por el dominio de la forma y el manejo de las estrofas. Su fama como poeta radica en que Miguel de Cervantes le dedica una octava real en el "Canto de Caliope" de La Galatea. Juan de Timoneda también lo cita en el Sarao de amor (1561)

## Obras
Gil Polo, Gaspar. Primera parte de Diana enamorada : cinco libros que prosiguen, los siete de la Diana de Iorge de Monte Mayor]. En Anvers: en casa de Biuda y herederos de Iuan Stelsio, 1567.
Obras de ~: “Soneto”, en J. Semper, Carolea, Valencia, Juan de Arcos, 1560; “Soneto”, en A. Girón de Rebolledo, La Pasión de Nuestro Señor Jesucristo según la historia de San Juan, Valencia, Joan Mey, 1563; Diana enamorada, Valencia, por la Viuda de Joan Mey, 1564; “Canción”, en J. P. Fuster, Biblioteca valenciana [...], Valencia, José Ximeno, 1827; Poesías, selecc. y pról. de R. Ferreres, Madrid, Editorial Tipografía Moderna, 1941.
[http://bdh-rd.bne.es/viewer.vm?id=0000239762&page=1